# 1ª Divisão 1979 (hockey su pista)
La 1ª Divisão 1979 è stata la 39ª edizione del torneo di primo livello del campionato portoghese di hockey su pista; disputato tra il 1º febbraio e il 22 luglio 1979 si è concluso con la vittoria del Benfica, al suo tredicesimo titolo.

## Stagione

### Formula
La 1ª Divisão 1979 vide ai nastri di partenza venti club divisi in due gironi; ogni girone fu organizzato con un girone all'italiana, con gare di andata e ritorno. Erano assegnati tre punti per l'incontro vinto, due punti a testa per l'incontro pareggiato ed era attribuito uno solo per la sconfitta. Al termine della prima fase le prime quattro squadre di ogni gruppo si qualificarono alla fase finale; la vincitrice venne proclamata campione del Portogallo.

## Prima fase

### Regional do Norte
|  | Pos. | Squadra           | Pt | G  | V  | N | P  | GF  | GS  | DR  |
|  | ---- | ----------------- | -- | -- | -- | - | -- | --- | --- | --- |
|  | 1.   | Porto             | 48 | 18 | 14 | 2 | 2  | 129 | 57  | +72 |
|  | 2.   | Oliveirense       | 45 | 18 | 13 | 1 | 4  | 107 | 73  | +34 |
|  | 3.   | Infante de Sagres | 43 | 18 | 11 | 3 | 4  | 75  | 47  | +28 |
|  | 4.   | Valongo           | 40 | 18 | 10 | 2 | 6  | 89  | 62  | +27 |
|  | 5.   | Carvalhos         | 37 | 18 | 9  | 1 | 4  | 75  | 78  | -3  |
|  | 6.   | Riba De Ave       | 37 | 18 | 7  | 5 | 6  | 70  | 75  | -5  |
|  | 7.   | Espinho           | 35 | 18 | 8  | 1 | 9  | 73  | 65  | +8  |
|  | 8.   | Relogios Invicta  | 29 | 18 | 5  | 1 | 12 | 51  | 71  | -20 |
|  | 9.   | Fanzeres          | 24 | 18 | 3  | 0 | 15 | 39  | 105 | -66 |
|  | 10.  | Académica         | 22 | 18 | 2  | 0 | 16 | 69  | 136 | -67 |

Legenda:
  Qualificata alla fase finale.
      Retrocesse in 2ª Divisão 1980.
Note:
Tre punti a vittoria, due a pareggio, uno a sconfitta.

### Regional do Sul
|  | Pos. | Squadra             | Pt | G  | V  | N | P  | GF  | GS  | DR  |
|  | ---- | ------------------- | -- | -- | -- | - | -- | --- | --- | --- |
|  | 1.   | Benfica             | 51 | 18 | 16 | 1 | 1  | 81  | 31  | +50 |
|  | 2.   | Sporting CP         | 47 | 18 | 14 | 1 | 3  | 127 | 48  | +79 |
|  | 3.   | Sesimbra            | 45 | 18 | 12 | 3 | 3  | 77  | 51  | +26 |
|  | 4.   | Oeiras              | 41 | 18 | 11 | 1 | 6  | 86  | 49  | +37 |
|  | 5.   | Parede              | 35 | 18 | 8  | 1 | 9  | 71  | 74  | -3  |
|  | 6.   | Cascais             | 34 | 18 | 8  | 0 | 10 | 64  | 76  | -12 |
|  | 7.   | Juventude Salesiana | 29 | 18 | 5  | 1 | 12 | 43  | 86  | -43 |
|  | 8.   | Belenenses          | 27 | 18 | 4  | 1 | 13 | 69  | 119 | -50 |
|  | 9.   | Campo de Ourique    | 26 | 18 | 3  | 2 | 13 | 31  | 92  | -61 |
|  | 10.  | Quimigal            | 25 | 18 | 3  | 1 | 14 | 55  | 78  | -23 |

Legenda:
  Qualificata alla fase finale.
      Retrocesse in 2ª Divisão 1980.
Note:
Tre punti a vittoria, due a pareggio, uno a sconfitta.

## Fase finale
|       | Pos. | Squadra           | Pt | G  | V  | N | P  | GF | GS | DR  |
| ----- | ---- | ----------------- | -- | -- | -- | - | -- | -- | -- | --- |
|       | 1.   | Benfica           | 36 | 14 | 12 | 0 | 2  | 57 | 21 | +36 |
| [ 1 ] | 2.   | Porto             | 34 | 14 | 9  | 2 | 3  | 61 | 43 | +18 |
|       | 3.   | Infante de Sagres | 28 | 14 | 6  | 2 | 6  | 51 | 62 | -11 |
|       | 4.   | Oliveirense       | 28 | 14 | 7  | 0 | 7  | 50 | 63 | -13 |
|       | 5.   | Sporting CP       | 26 | 14 | 6  | 0 | 8  | 79 | 59 | +20 |
| [ 2 ] | 6.   | Oeiras            | 26 | 14 | 4  | 4 | 6  | 48 | 59 | -11 |
|       | 7.   | Valongo           | 23 | 14 | 3  | 3 | 8  | 38 | 60 | -22 |
|       | 8.   | Cascais           | 22 | 14 | 3  | 1 | 10 | 52 | 69 | -17 |

Legenda:
  Vincitore della Coppa del Portogallo 1978-1979.
      Campione del Portogallo e ammessa alla Coppa dei Campioni 1979-1980.
      Eventuali altre squadre ammesse alla Coppa dei Campioni 1979-1980.
      Ammessa in Coppa delle Coppe 1979-1980.
Note:
Tre punti a vittoria, due a pareggio, uno a sconfitta.